# Nikos Papatakis
Pour les articles homonymes, voir Nikos.
Nikos Papatakis (en grec moderne : Νίκος Παπατάκης)  est un réalisateur, scénariste, producteur et directeur artistique français d'origine grecque né le 5 juillet 1918 à Addis-Abeba (Éthiopie) et mort le 17 décembre 2010 dans le 14e arrondissement de Paris.
Il repose au cimetière du Montparnasse, division 1

## Jeunesse et exil
Nikos Papatakis naît le 5 juillet 1918 à Addis-Abeba en Éthiopie d'un marchand grec et d'une aristocrate éthiopienne. Opposé à l'invasion du pays par les armées de Mussolini en 1935[réf. souhaitée], il s'engage dans l'armée éthiopienne mais est finalement contraint de s'exiler. Il se réfugie d'abord au Liban puis en Grèce. En 1939, il s'installe à Paris.

## La Rose rouge
Papatakis fréquente l'intelligentsia parisienne de l'époque dont Jean-Paul Sartre, André Breton, Jacques Prévert, Robert Desnos, Jean Vilar. Il se lie d'amitié avec Jean Genet. Il collabore à une émission de radio chez Leduc en 1945, dont un reportage photographique de Denise Bellon a été conservé.
En 1947, il crée à Paris avec sa compagne Mireille Trépel le cabaret La Rose rouge, rue de la Harpe dans le  5e arrondissement de Paris et transféré l'année suivante au 76 rue de Rennes. Il le dirigera jusqu'au milieu des années 1950. Cette scène va être un tremplin pour de nombreux artistes parmi lesquels Les Frères Jacques, Marcel Mouloudji et Juliette Gréco. L'impact artistique de La Rose rouge est attesté par le film musical homonyme de fiction que lui consacre le réalisateur Marcello Pagliero en 1951. On y voit le personnel du cabaret improviser un spectacle à la suite d'un empêchement des Frères Jacques.
En 1950, Nikos Papatakis engage Juliette Gréco, égérie de Saint-Germain-des-Prés, proche de Sartre et Boris Vian et qui s'est déjà produite au Tabou au Bœuf sur le toit. Se pose alors le problème de lui trouver une robe de scène. Papatakis l'emmène chez le couturier Pierre Balmain où elle choisit, parmi les soldes, une robe noire avec une traîne de satin doré. Juliette Gréco découd la traîne et monte ainsi sur la scène de La Rose rouge, adoptant la tenue qui la rendra célèbre comme elle le relate dans ses mémoires : « La robe noire plut au public qui la trouva originale. Elle l'était ! Jujube la portera toute sa vie de chanteuse. C'est le noir de travail de Gréco. Elle la porte comme on porterait un tableau noir, laissant libre cours à l'imagination du spectateur. ».

## Le cinéma
En 1950, Nikos Papatakis produit et finance le film  Jean Genet, Un chant d'amour, avec une photographie signée Jean Cocteau. Mais l'unique œuvre cinématographique de l'écrivain est censurée en raison de son évocation crue de l'homosexualité et n'est distribuée qu'en 1975.
En 1957, à cause de ses activités politiques pendant la guerre d'Algérie, il quitte la France pour les États-Unis et se fixe à New York. En 1959, il rencontre le réalisateur John Cassavetes qui a des difficultés financières pour terminer son premier long métrage Shadows. Il trouve les fonds nécessaires et devient coproducteur du film.
Il revient à Paris au début des années soixante. En 1962, il réalise son premier film, Les Abysses, d'après la pièce de Genet Les Bonnes, inspirée elle-même de l'histoire vraie des sœurs Papin. Le film est prévu pour être présenté au Festival de Cannes la même année, mais le comité de sélection du festival le rejette dans un premier temps à cause de sa violence et son exaltation forcenées (certains y voyant, entre autres choses, « une métaphore de la lutte des algériens contre les colons français ») avant qu'André Malraux, ministre de la Culture, ne l'impose, sensible à l’importance de l’œuvre. Francis Cosne, président du syndicat des producteurs français donne alors sa démission en signe de protestation et la projection des Abysses provoque un scandale sur la Croisette. Le fidèle cénacle intellectuel (Sartre, Beauvoir et Genet) soutient le film face aux violentes réactions. Genet déclare : « Il est possible qu’on s’indigne de la ténacité avec laquelle Nico Papatakis a su saisir et conduire ce paroxysme pendant deux heures. Mais je crois qu’on doit accepter de garder les yeux grands ouverts quand un acrobate exécute un numéro mortel ». Et André Breton d'ajouter « Eros et l’instinct de mort, couple indissoluble en butte à une tension sociale telle que ces deux machines se rechargent l’une l’autre jusqu’à l’incandescence ; avec Les Abysses nous sondons l’éperdu des passions humaine ».
En 1967, il tourne clandestinement en Grèce, alors sous la dictature des colonels, son second long métrage, Les Pâtres du désordre, dénonçant le régime. Le film qui sort au moment des événements de Mai 1968 connaît une faible fréquentation.
En 1975, il écrit et réalise Gloria Mundi, qui évoque la torture en Algérie. Le film est sélectionné pour l'ouverture du premier Festival du film de Paris et sort dans trois salles le 7 avril 1976 mais est retiré de l’affiche à la suite d'un attentat à la bombe au cinéma Le Marbeuf, revendiqué par d’anciens membres de l’OAS. Il ne ressort qu'en 2005.
En 1986, il écrit et réalise La Photo, sélectionné au Festival international du film de Thessalonique 1986 et pour la Quinzaine des réalisateurs du Festival de Cannes 1987.
En 1991, il écrit et réalise Les Équilibristes présenté à la Mostra de Venise. Michel Piccoli y incarne Jean Genet.

## Mort
Nikos Papatakis meurt le 17 décembre 2010 dans le 14e arrondissement de Paris, à l'âge de 92 ans,.

## Vie privée
Nikos Papatakis a été marié de 1951 à 1958 avec l'actrice Anouk Aimée avec qui il a eu une fille, Manuela, née en 1951.
Lors de son séjour à New York, il entretient une longue liaison avec la mannequin Christa Päffgen, égérie d'Andy Warhol et du Velvet Underground. Elle lui emprunte son prénom comme nom de scène et devient ainsi Nico.
Il épouse en 1967 l'actrice grecque Olga Karlatos, principale protagoniste de ses films Les Pâtres du désordre et Gloria Mundi. Le couple a eu un fils, Serge, né la même année, avant de divorcer en 1982.

## Filmographie

### En tant qu'acteur
- 1946 : Le Gardian de Jean de Marguenat (sous le pseudonyme de Niko Dakis)
- 1947 : Voyage Surprise : Boris
- 1961 : Un nommé La Rocca de Jean Becker (sous le pseudonyme de Nico) : Villanova
- 1992 : Cinématon #1588 de Gérard Courant : lui-même
- 1995 : Nico Icon, documentaire biographique de Susanne Ofteringer : lui-même

### En tant que réalisateur
- 1962 : Les Abysses - également producteur
- 1967 : Les Pâtres du désordre (I Voski tis Simforas) - également scénariste et producteur
- 1975 : Gloria Mundi - également scénariste et producteur
- 1986 : La Photo (I fotografia) - également scénariste et producteur
- 1991 : Les Équilibristes - également scénariste et producteur

### En tant que producteur
- 1950 : Un chant d'amour, court métrage de Jean Genet
- 1959 : Shadows de John Cassavetes

### En tant que scénariste
- 1980 : Une page d'amour d'Élie Chouraqui, scénario coécrit avec Elie Chouraqui d'après le roman d'Émile Zola
- 1981 : Court circuits de Patrick Grandperret, scénario coécrit avec Patrick Grandperret et Gérald Garnier

## Décoration
- Commandeur de l'ordre des Arts et des Lettres (16 novembre 2009), remise par le ministre français de la Culture Frédéric Mitterrand.

## Hommages
« Nico Papatakis, artiste subversif, est mort dans la nuit de samedi. Ennemi du pouvoir et défenseur des humiliés, il fonda son cinéma sur des pulsions existentielles. Il a produit le seul film de Genet. Parmi ses réalisations : Gloria Mundi et La Photo. C'était un ami, un cinéaste volontairement en marge, un artiste exceptionnel, un homme libre. »

— Federico Rossin, Il manifesto, 21 décembre 2010.

« Papatakis était un homme de l'universel. Il a constamment jeté des ponts entre l'Afrique et l'Europe, entre la Grèce et la France, entre la France et les États-Unis »

— Jack Lang, communiqué AFP, 22 décembre 2010.
 Jack Lang souligne encore que le cinéaste était un « ami rare », un « homme de courage », un « créateur raffiné et audacieux », et qu'« il a été l'auteur d'œuvres cultes : au premier chef la production d'Un chant d'amour de Genet et Les Abysses. Ce sont deux chefs-d'œuvre qui marqueront profondément l'histoire du cinéma ». Il évoque aussi « le bonheur » qu'a été pour lui « en tant que ministre de la Culture d'avoir pu l'aider à donner naissance à son très beau film La Photo. »